# Polypodium rhachipterygium
Polypodium rhachipterygium är en stensöteväxtart som beskrevs av Frederik Michael Liebmann. Polypodium rhachipterygium ingår i släktet Polypodium och familjen Polypodiaceae. Inga underarter finns listade.